# Carl Hoefkens
Carl Hoefkens (Lier, 6 ottobre 1978) è un allenatore di calcio ed ex calciatore belga, di ruolo difensore, tecnico del NAC Breda.

## Palmarès

### Giocatore
- Campionato belga: 1

Lierse: 1996-1997
- Supercoppa del Belgio: 2

Lierse: 1997, 1999
- Coppa del Belgio: 2

Lierse: 1998-1999
Germinal Beerschot: 2004-2005
- Football League Championship: 1

West Bromwich: 2007-2008

### Allenatore
- Supercoppa del Belgio: 1

Club Bruges: 2022